# Rodrigo Souto
Rodrigo Souto (ur. 9 września 1983) – brazylijski piłkarz występujący na pozycji pomocnika.

## Kariera klubowa
Od 1999 roku występował w klubach São Cristóvão, CR Vasco da Gama, Athletico Paranaense, Figueirense, Santos FC, São Paulo, Júbilo Iwata, Náutico, Botafogo, Penapolense i Resende.